# Paul Ray Smith
Paul Ray Smith (24 de septiembre de 1969 – 4 de abril de 2003) fue un sargento de primera clase del Ejército de los Estados Unidos que recibió la Medalla de Honor a título póstumo por sus acciones en la Operación Libertad Iraquí. Smith ha sido el primer militar en recibir la Medalla de Honor durante la campaña de la Guerra contra el terrorismo y la primera persona que recibe la Bandera de la Medalla de Honor.  Mientras servía en la Compañía B, 11º Batallón de Ingenieros, 3ª División de Infantería en Bagdad, su equipo fue atacado por un grupo de soldados iraquíes y después de un tiroteo fue asesinado por fuego iraquí. Por sus acciones durante esta batalla fue galardonado con la Medalla de Honor. Dos años más tarde, la medalla, junto con la bandera de la Medalla de Honor recién aprobada, fueron entregadas a su familia en su nombre; específicamente a su hijo David, de once años, en una ceremonia en la Casa Blanca del presidente George W. Bush.